# Мокра Волноваха
Мо́кра Волнова́ха — річка в Україні, в межах Волноваського і Кальміуського районів Донецької області. Права притока Кальміусу (басейн Азовського моря).

## Опис
Довжина 63 км, площа басейну — 909 км². Долина завширшки до 1,5 км, заплава — до 100 м. Річище звивисте, ширина до 5 м. Похил річки 2,8 м/км. 
Живлення мішане. Льодостав із середини грудня до кінця лютого; в окремі роки не замерзає. Гідрологічний пост — біля с. Миколаївки (з 1959). Для потреб зрошування і водопостачання споруджено Миколаївське водосховище (у верхній течії) та ставки.

## Розташування
Бере початок на Приазовській височині, у північно-східній частині міста Волноваха. Тече на північний схід і схід, у пониззі — на південний схід. Впадає до Кальміусу між селами Роздольне і Василівка.

## Притоки
Суха Волноваха (ліва), Комишуваха (права).

## Цікаві факти
У пониззі річки розташований Роздольненський геологічний заказник.